# Václav Peřich
Václav Peřich (* 3. února 1945 Praha) je bývalý český politik za KDS, později za Občanskou demokratickou stranu, po sametové revoluci československý poslanec Sněmovny národů Federálního shromáždění .

## Biografie
Ve volbách roku 1992 byl zvolen za KDS, respektive za koalici ODS-KDS, do české části Sněmovny národů (volební obvod Západočeský kraj). Ve Federálním shromáždění setrval do zániku Československa v prosinci 1992. V roce 1992 se uvádí jako asistent na Pedagogické fakultě Univerzity Karlovy. Je ženatý a má tři děti. Později po sloučení KDS z ODS přešel k občanským demokratům. Profiloval se jako antikomunista katolické orientace.
V komunálních volbách roku 2010 neúspěšně kandidoval do zastupitelstva městské části Praha 6 za ODS. Je uváděn jako důchodce.
V březnu 2012 se o něm mluvilo jako o jednom z kandidátů na nového prezidenta Nejvyššího kontrolního úřadu, funkci však nakonec nezískal. V tomto úřadu ale už pracoval, a to v letech 1993–⁠⁠⁠⁠⁠⁠2002 na postu viceprezidenta.
Angažuje se v křesťanských sdruženích a sdruženích pro etiku. Je členem české rady hnutí Iustitia et Pax,
dále, spolu s Jiřím Prinzem a Jolanu Volejníkovou, v Kontrolní komisi Společnosti pro etiku v ekonomice, podnikání a správě (SEEPS), které předsedá Marie Bohatá.